# Michiel de Groot

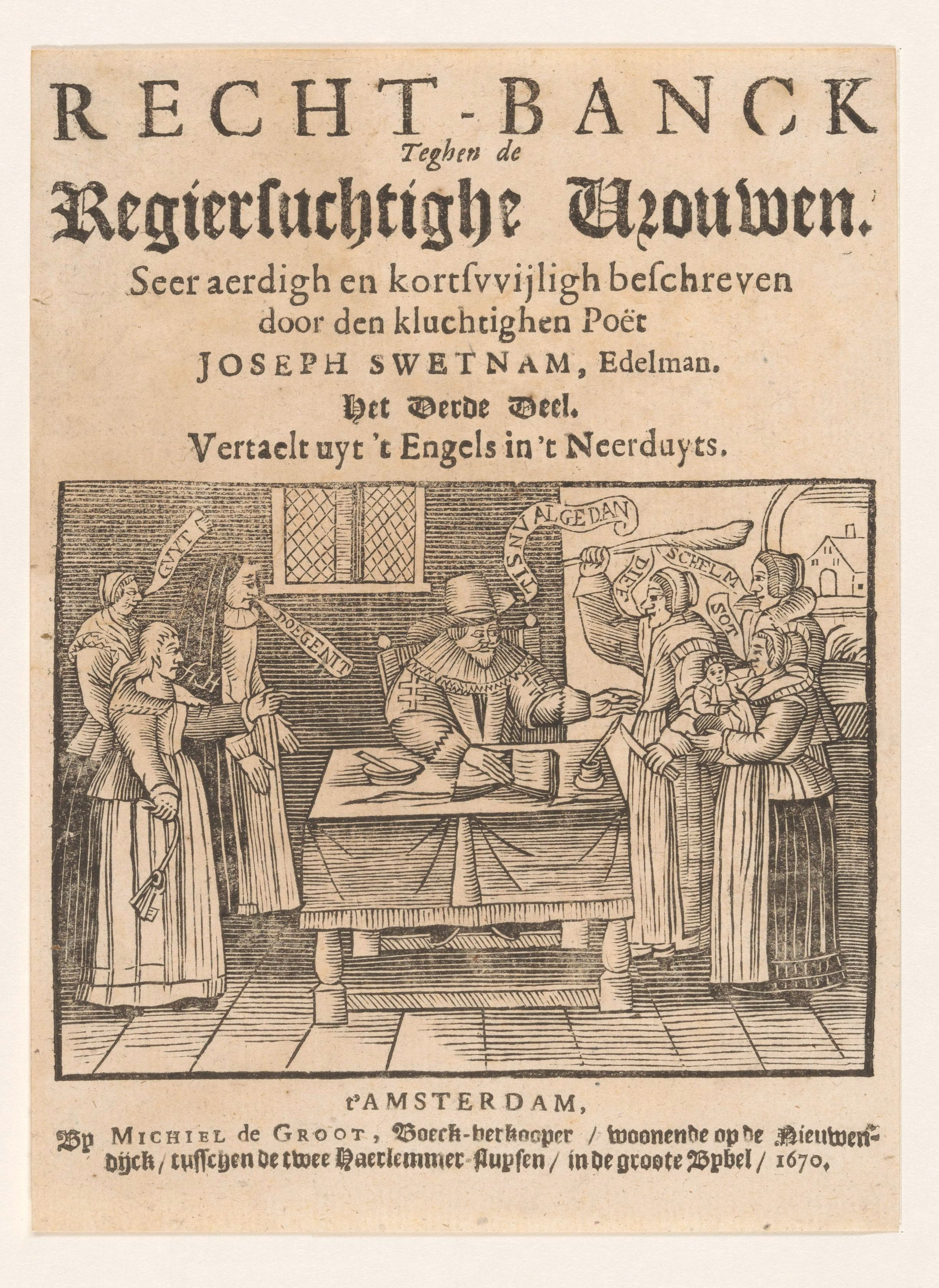
Titelpagina van Recht-banck Tegen de Regiersuchtige Vrouwen uitgegeven door Michiel de Groot te Amsterdam in 1670.

Michiel de Groot (Amsterdam, december 1634 – aldaar, oktober 1680) was een Amsterdamse boekverkoper en boekbinder. 

## Levensloop
Michiel de Groot werd geboren in Amsterdam en gedoopt op 17 december 1634, als zoon van Gijsbert Michielszoon, kaarsenmaker, en Teuntje Gijsberts Cloeck.
Op 25 mei 1657 trouwde De Groot op 22-jarige leeftijd met Lijntje Antonis Lootsman in de Nieuwe Kerk.
De Groot werd op 14 oktober 1680 begraven in de Nieuwe Kerk. Na zijn overlijden in 1680 zette zijn weduwe Lijntje zijn werkzaamheden voort tot 1683.

## Werkzaamheden
Vanaf het begin in 1656 was de boekhandel van De Groot gevestigd in de Gravenstraat, waarna hij deze in 1660 verhuisde naar de Nieuwendijk. Na Michiels dood in 1680 zette Lijntje zijn werkzaamheden op de locatie aan de Nieuwendijk voort. In 1687 nam Gijsbert de Groot, neef van Michiel, de winkelwaren van Lijntje over. Gijsbert vestigde zijn handel op dezelfde locatie op de Nieuwendijk als waar Michiel werkzaam is geweest.

## Uitgegeven werken
Gedurende de jaren 1656 tot 1680 verscheen er een aantal boekuitgaven met daarop de naam van Michiel de Groot. In 1681 en 1682, na Michiels dood, verscheen er een aantal boekuitgaven die de naam van zijn weduwe droegen, en in 1683 verschenen er enkele boeken met daarop de naam van zowel Michiels weduwe als die van zijn oom, Gijsbert de Groot.
In 1677 nam De Groot een aantal privileges over van zijn collega Marcus Doornik. Zo verkreeg De Groot het monopolie op uitgaven van Het vermaackelijck landtleven (1679) en De Nederlandtse herbarius of kruydtboeck (1663) van Petrus Nijlandt.
De Groot verkocht werken in het Nederlands. Hij hield zich bezig met verschillende genres, waaronder Nederlandse literatuur, reisverslagen, theologie en geschiedschrijving. Hij heeft een aantal Nederlandse literaire klassiekers heruitgegeven (onder andere Gysbrecht van Aemstel en Spaenschen Brabander).
Een selectie van werken uitgegeven door De Groot:
- Journael, ofte gedenckwaerdige beschrijvinge van de Oost-Indische reyse van Willem Ysbrandtz Bontekoe (Willem Ysbrandtz. Bontekoe, 1662)
- Gysbrecht van Aemstel. d’Onderganck van zijne stadt, en zijn ballingschap. Treurspel. (Joost van den Vondel, 1662)
- Den kleynen herbarius, ofte, kruydt-boecxken (Herman Jacobs, 1663)
- Journael van de wonderlijcke reyse, gedaen door Willem Cornelisz. Schouten van Hoorn, in de iaren 1615. 1616 en 1617 (Willem Cornelisz. Schouten, 1664)
- De practijcke ofte oeffeninge der godsaligheyt (Lewis Bayly, 1669)
- Spaenschen Brabander Jerolimo (Gerbrand Adriaensz. Bredero, 1677)
- Klucht van den moetwilligen boots-gesel (Willem Ogier, 1677)
- De medicyn-winckel, of ervaren huys-houder: zijnde het III. Deel van het vermakelyck landt-leven (P.C. Nyland, 1679)

- Bibliothèque nationale de France: cb12229394c (data)
- Virtual International Authority File: 39429601